# Makrychóri (kommunhuvudort)
Makrychóri är en kommunhuvudort i Grekland.   Den ligger i prefekturen Nomós Larísis och regionen Thessalien, i den centrala delen av landet, 230 km nordväst om huvudstaden Aten. Makrychóri ligger 153 meter över havet och antalet invånare är 1 835.
Terrängen runt Makrychóri är varierad. Runt Makrychóri är det ganska glesbefolkat, med 27 invånare per kvadratkilometer. Närmaste större samhälle är Lárisa, 19,0 km söder om Makrychóri. Trakten runt Makrychóri består till största delen av jordbruksmark.